# Сезон ФК «Львів» 2009—2010
Сезон ФК «Львів» 2009–2010 — четвертий сезон футбольного клубу «Львів». Після вильоту з прем'єр-ліги головним завданням було повернутися до еліти — посісти 1 або 2 місце в першій лізі. Команда посіла 4-е місце. У Кубку України «Львів» вибув на етапі 1/32 фіналу. Упродовж сезону клуб неодноразово змінював головних тренерів — його очолювали п'ять різних наставників.

## Підсумкова турнірна таблиця
| М  | Команда             | І  | В  | Н  | П  | РМ    | О  |
| -- | ------------------- | -- | -- | -- | -- | ----- | -- |
| 1  | ПФК «Севастополь»   | 34 | 24 | 4  | 6  | 68−27 | 76 |
| 2  | «Волинь»            | 34 | 22 | 8  | 4  | 71−30 | 74 |
| 3  | «Сталь»             | 34 | 19 | 8  | 7  | 55−35 | 65 |
| 4  | ФК «Львів»          | 34 | 19 | 6  | 9  | 49−22 | 63 |
| 5  | ПФК «Олександрія»   | 34 | 19 | 6  | 9  | 58−34 | 63 |
| 6  | «Кримтеплиця»       | 34 | 17 | 8  | 9  | 53−28 | 59 |
| 7  | «Нафтовик-Укрнафта» | 34 | 17 | 6  | 11 | 45−35 | 57 |
| 8  | «Десна»             | 34 | 12 | 12 | 10 | 38−30 | 48 |
| 9  | «Арсенал»           | 34 | 12 | 10 | 12 | 48−44 | 46 |
| 10 | «Геліос»            | 34 | 12 | 10 | 12 | 42−47 | 46 |
| 11 | «Дністер»           | 34 | 12 | 8  | 14 | 44−47 | 44 |
| 12 | «Зірка»             | 34 | 11 | 13 | 10 | 38−40 | 43 |
| 13 | «Динамо-2»          | 34 | 12 | 5  | 17 | 35−46 | 41 |
| 14 | «Фенікс-Іллічовець» | 34 | 10 | 7  | 17 | 39−52 | 37 |
| 15 | «Енергетик»         | 34 | 8  | 11 | 15 | 32−49 | 35 |
| 16 | ФСК «Прикарпаття»   | 34 | 5  | 7  | 22 | 26−68 | 22 |
| 17 | ФК «Харків»         | 34 | 3  | 5  | 26 | 23−76 | 14 |
| 18 | «Нива»              | 34 | 3  | 4  | 27 | 18−72 | 7  |

Позначення:
Команди ФК «Харків» і «Десна» були виключені з ПФЛ, оскільки не пройшли атестацію ФФУ.

## Чемпіонат України
| Тур № | Дата       | Господар                         | Раху- нок | Гість                            | Голи                                                                                      | Стадіон, місто                             | Глядачів           |
| ----- | ---------- | -------------------------------- | --------- | -------------------------------- | ----------------------------------------------------------------------------------------- | ------------------------------------------ | ------------------ |
| 1     | 18.07.2009 | «Нива» (Тернопіль)               | 0:4       | ФК «Львів»                       | Грицай (31), Лупашко (44), Федорчук (65, пенальті), Мандзюк (72)                          | Міський, Тернопіль                         | 5200 (гостей: 46)  |
| 2     | 25.07.2009 | ФК «Львів»                       | 2:0       | «Десна» (Чернігів)               | Мандзюк (30, пенальті), Худзік (47)                                                       | «Княжа Арена», Добромиль                   | 2 012 (гостей: 8)  |
| 3     | 31.07.2009 | «Енергетик» (Бурштин)            | 1:0       | ФК «Львів»                       | Лук'янов (60)                                                                             | «Енергетик», Бурштин                       | 3 100 (гостей: 50) |
| 4     | 09.08.2009 | ФК «Львів»                       | 0:0       | «Арсенал» (Біла Церква)          |                                                                                           | «Княжа Арена», Добромиль                   | 1 200              |
| 5     | 21.08.2009 | «Динамо-2» (Київ)                | 2:1       | ФК «Львів»                       | Коваль (13), Парцванія (28) — Федорчук (49)                                               | НТБ «Динамо», Київ                         | 700 (гостей: 64)   |
| 6     | 26.08.2009 | ФК «Львів»                       | 4:0       | «Прикарпаття» (Івано-Франківськ) | Романюк (45+1), Федорчук (47, 65), Мандзюк (56)                                           | «Княжа Арена», Добромиль                   | 1 500 (гостей: 10) |
| 7     | 30.08.2009 | ПФК «Олександрія»                | 0:0       | ФК «Львів»                       |                                                                                           | «Ніка», Олександрія                        | 3 100 (гостей: 19) |
| 8     | 06.09.2009 | ФК «Львів»                       | 3:0       | «Дністер» Овідіополь             | Кабанов (32), Зозуля (49), Чепурненко (73)                                                | «Княжа Арена», Добромиль                   | 1 700              |
| 9     | 14.10.2009 | «Волинь» (Луцьк)                 | 0:0       | ФК «Львів»                       |                                                                                           | «Авангард», Луцьк                          | 6 400 (гостей: 21) |
| 10    | 19.09.2009 | ФК «Львів»                       | 2:0       | «Нафтовик-Укрнафта» (Охтирка)    | Худзік (80, пенальті), Панас (90+3, пенальті)                                             | «Княжа Арена», Добромиль                   | 1 100              |
| 11    | 23.09.2009 | «Фенікс-Іллічовець» (Калініне)   | 1:0       | ФК «Львів»                       | Шахов (90)                                                                                | «Юність», с. Калініне                      | 800 (гостей: 2)    |
| 12    | 27.09.2009 | ФК «Львів»                       | 2:1       | ФК «Харків»                      | Мандзюк (32), Г. Баранець (39) — Жеребцов (7)                                             | «Княжа Арена», Добромиль                   | 1 200              |
| 13    | 03.10.2009 | «Сталь» (Алчевськ)               | 0:2       | ФК «Львів»                       | Г. Баранець (63), Мандзюк (75)                                                            | «Сталь», Алчевськ                          | 500 (гостей: 13)   |
| 14    | 10.10.2009 | ФК «Львів»                       | 3:1       | «Кримтеплиця» (Молодіжне)        | Б. Баранець (24), Мандзюк (70), Г. Баранець (74) — Діабі (17)                             | «Княжа Арена», Добромиль                   | 1 500              |
| 15    | 19.10.2009 | «Геліос» (Харків)                | 3:3       | ФК «Львів»                       | Фоменко (22), Леонідов (61, автогол), Полтавець (83) — Мандзюк (15), Б. Баранець (78, 85) | «Геліос-Арена», Харків                     | 1 150 (гостей: 23) |
| 16    | 25.10.2009 | «Зірка» (Кіровоград)             | 0:1       | ФК «Львів»                       | Федорчук (60)                                                                             | «Зірка», Кіровоград                        | 5 200 (гостей: 9)  |
| 17    | 02.06.2010 | ФК «Львів»                       | 0:1       | ПФК «Севастополь»                | Култишев (43)                                                                             | «Княжа Арена», Добромиль                   | 2 012              |
| 18    | 20.03.2010 | ФК «Львів»                       | 3:0       | «Нива» (Тернопіль)               | Худзік (10, 62), Б. Баранець (55)                                                         | «Княжа Арена», Добромиль                   | 1 200 (гостей: 30) |
| 19    | 24.03.2010 | «Десна» (Чернігів)               | 0:0       | ФК «Львів»                       |                                                                                           | НТБ «Динамо», Чапаєвка                     | 200 (гостей: 28)   |
| 20    | 28.03.2010 | ФК «Львів»                       | 3:1       | «Енергетик» (Бурштин)            | Г. Баранець (31), Мандзюк (38), Панас (87) — Лазорик (18)                                 | «Княжа Арена», Добромиль                   | 1 356 (гостей: 32) |
| 21    | 03.04.2010 | «Арсенал» (Біла Церква)          | 1:3       | ФК «Львів»                       | Алексанов (55) — Шептицький (40) Г. Баранець (51, пенальті), Мандзюк (76)                 | «Центральний» (смт Макарів)                | 300 (гостей: 10)   |
| 22    | 07.04.2010 | ФК «Львів»                       | 3:0       | «Динамо-2» Київ                  | Мандзюк (29, 81), Б. Баранець (74, пенальті)                                              | «Княжа Арена», Добромиль                   | 1 805              |
| 23    | 13.04.2010 | «Прикарпаття» (Івано-Франківськ) | 0:0       | ФК «Львів»                       |                                                                                           | «Рух», Івано-Франківськ                    | 3 000 (гостей: 65) |
| 24    | 17.04.2010 | ФК «Львів»                       | 1:2       | ПФК «Олександрія»                | Г. Баранець (30, пенальті) — Шупік (5), Зейналов (20)                                     | «Княжа Арена», Добромиль                   | 1 600 (гостей: 12) |
| 25    | 21.04.2010 | «Дністер» (Овідіополь)           | 0:1       | ФК «Львів»                       | Г. Баранець (30, пенальті)                                                                | «Дністер» імені Віктора Дукова, Овідіополь | 300 (гостей: 17)   |
| 26    | 25.04.2010 | ФК «Львів»                       | 0:1       | «Волинь» (Луцьк)                 | Кінаш (35)                                                                                | «Княжа Арена», Добромиль                   | 2 156 (гостей: 85) |
| 27    | 02.05.2010 | «Нафтовик-Укрнафта» (Охтирка)    | 2:0       | ФК «Львів»                       | Вітер (20), Харченко (Жуковський) (45, пенальті)                                          | «Нафтовик», Охтирка                        | 3 000 (гостей: 27) |
| 28    | 08.05.2010 | ФК «Львів»                       | 1:0       | «Фенікс-Іллічовець» (Калініне)   | Козак (3)                                                                                 | «Княжа Арена», Добромиль                   | 1 820              |
| 29    | 13.05.2010 | ФК «Харків»                      | 1:0       | ФК «Львів»                       | Сірик (69)                                                                                | «Динамо», Харків                           | 430 (гостей: 30)   |
| 30    | 19.05.2010 | ФК «Львів»                       | 3:2       | «Сталь» (Алчевськ)               | Горкун (19), Шептицький (82), Гальчук (90+2) — Окана-Стазі (26), Муховиков (68)           | «Княжа Арена», Добромиль                   | 1 600              |
| 31    | 24.05.2010 | «Кримтеплиця» (Молодіжне)        | 0:1       | ФК «Львів»                       | Шептицький (27)                                                                           | Кримтеплиця, Аграрне                       | 1 500 (гостей: 8)  |
| 32    | 29.05.2010 | ФК «Львів»                       | 1:0       | «Геліос» (Харків)                | Яворський (30, пенальті)                                                                  | «Княжа Арена», Добромиль                   | 1 850              |
| 33    | 05.06.2010 | ФК «Львів»                       | 2:1       | «Зірка» (Кіровоград)             | Зозуля (45+1), Чепурненко (56) — Ситнік (41, пенальті)                                    | «Княжа Арена», Добромиль                   | 800                |
| 34    | 10.06.2010 | ПФК «Севастополь»                | 1:0       | ФК «Львів»                       | Ківа (80)                                                                                 | СК «Севастополь», Севастополь              | 3 500 (гостей: 8)  |

## Кубок України
| Етап | Дата          | Господар     | Раху- нок | Гість      | Голи         | Стадіон, місто       | Глядачів | Протокол |
| ---- | ------------- | ------------ | --------- | ---------- | ------------ | -------------------- | -------- | -------- |
| 1/32 | 5 серпня 2009 | ФК «Полтава» | 1:0       | ФК «Львів» | Романов (90) | «Локомотив», Полтава | 2000     |          |

## Склад
У чемпіонаті за клуб виступало 33 гравці:
| Футболіст          | Поз. | Ігор | Гол. |
| ------------------ | ---- | ---- | ---- |
| Мар'ян Марущак     | В    | 19   | -11  |
| Антон Ситников     | В    | 11   | -9   |
| Олег Венчак        | В    | 4    | -0   |
| Юрій Шевчук        | В    | 1    | -2   |
| Віталій Романюк    | З    | 34   | 1    |
| Любомир Гальчук    | З    | 28   | 1    |
| Вадим Панас        | З    | 28   | 2    |
| Ігор Ільків        | З    | 25   | -    |
| Олег Леонідов      | З    | 21   | -    |
| Андрій Мостовий    | З    | 16   | -    |
| Віталій Розгон     | З    | 16   | -    |
| Петро Ковальчук    | З    | 11   | -    |
| Іван Білий         | З    | 5    | -    |
| Данило Лазар       | З    | 1    | -    |
| Владислав Лупашко  | П    | 33   | 1    |
| Борис Баранець     | П    | 27   | 5    |
| Дмитро Зозуля      | П    | 27   | 2    |
| Володимир Танчик   | П    | 25   | -    |
| Григорій Баранець  | П    | 18   | 7    |
| Валентин Горкун    | П    | 11   | 1    |
| Валерій Федорчук   | П    | 11   | 5    |
| Віталій Грицай     | П    | 9    | 1    |
| Тарас Яворський    | П    | 9    | 1    |
| Андрій Даньків     | П    | 5    | -    |
| Михайло Сікорський | П    | 1    | -    |
| Михайло Козак      | Н    | 26   | 1    |
| Олександр Мандзюк  | Н    | 25   | 11   |
| Павло Худзік       | Н    | 23   | 4    |
| Євгеній Чепурненко | Н    | 23   | 2    |
| Олег Шептицький    | Н    | 13   | 3    |
| Тарас Кабанов      | Н    | 10   | 1    |
| Роман Мачуленко    | Н    | 6    | -    |
| Олександр Ліщук    | Н    | 5    | -    |